# Urosphen
Urosphen è un genere di pesci ossei estinti, appartenente ai singnatiformi. Visse tra l'Eocene medio e l'Oligocene (circa 50 - 30 milioni di anni fa) e i suoi resti fossili sono stati ritrovati in Europa.

## Descrizione
Questo pesce era di dimensioni piuttosto piccole, e solitamente non superava la lunghezza di 20 centimetri. Il corpo era molto snello, sottile e allungato. La testa era stretta, munita di occhi grandi e di un muso prolungato a forma di sottile tubo; la bocca era piccolissima e in posizione terminale. La pinna dorsale era posizionata nel terzo posteriore del corpo, opposta alla pinna anale. La pinna caudale non era bilobata e aveva una forma arrotondata.

## Classificazione
I primi fossili di questo animale, rinvenuti nel famoso giacimento di Bolca (provincia di Verona), vennero studiati da Henri Marie Ducrotay de Blainville nel 1818, ma fu solo Louis Agassiz nel 1842 a istituire il genere Urosphen. Questo genere, a cui appartengono le due specie U. dubia e U. fistularis (entrambe di Bolca), sembrerebbe essere vissuto fino all'Oligocene (con la specie U. dubia). Urosphen è l'unico rappresentante noto della famiglia Urosphenidae, considerata affina agli Aulostomidae attuali.

## Paleoecologia
A causa della piccola apertura boccale, Urosphen doveva nutrirsi solo di minuscole prede; l'ambiente in cui viveva era quello di un mare tropicale dalle acque basse.